# Boeing MQ-25 Stingray
Boeing MQ-25 Stingray  je americké palubní tankovací bezpilotní letadlo vyvíjené společností Boeing. Námořnictvo plánuje nákup až 76 tankovacích dronů tohoto typu.

## Historie a vývoj
Americké námořnictvo zahájilo program na získání palubního bezpilotního tankovacího letounu. Jeho cílem je především pro bojové akce uvolnit bojové letouny F/A-18, které jsou kvůli absenci specializovaného tankovacího letounu do těchto misí nasazovány. Zároveň dojde k prodloužení bojového dosahu palubních letounů F/A-18E/F Super Hornet a F-35C Lightning II. Výsledkem bude zvětšení bojového dosahu leteckého křídla amerických útočných svazů letadlových lodí, což je důležité především při operacích v oblasti Pacifiku. Do soutěže se zapojily společnosti Lockheed Martin, General Atomics a Boeing (Northrop Grumman ze soutěže roku 2018 odstoupila), který jako jediný soutěžící postavil prototyp. Boeing vycházel ze svého konceptu Sea Ghost, který je upravenou verzí dronu RQ-170 Sentinel, přičemž využívá zkušeností a technologií z programu Boeing X-45.

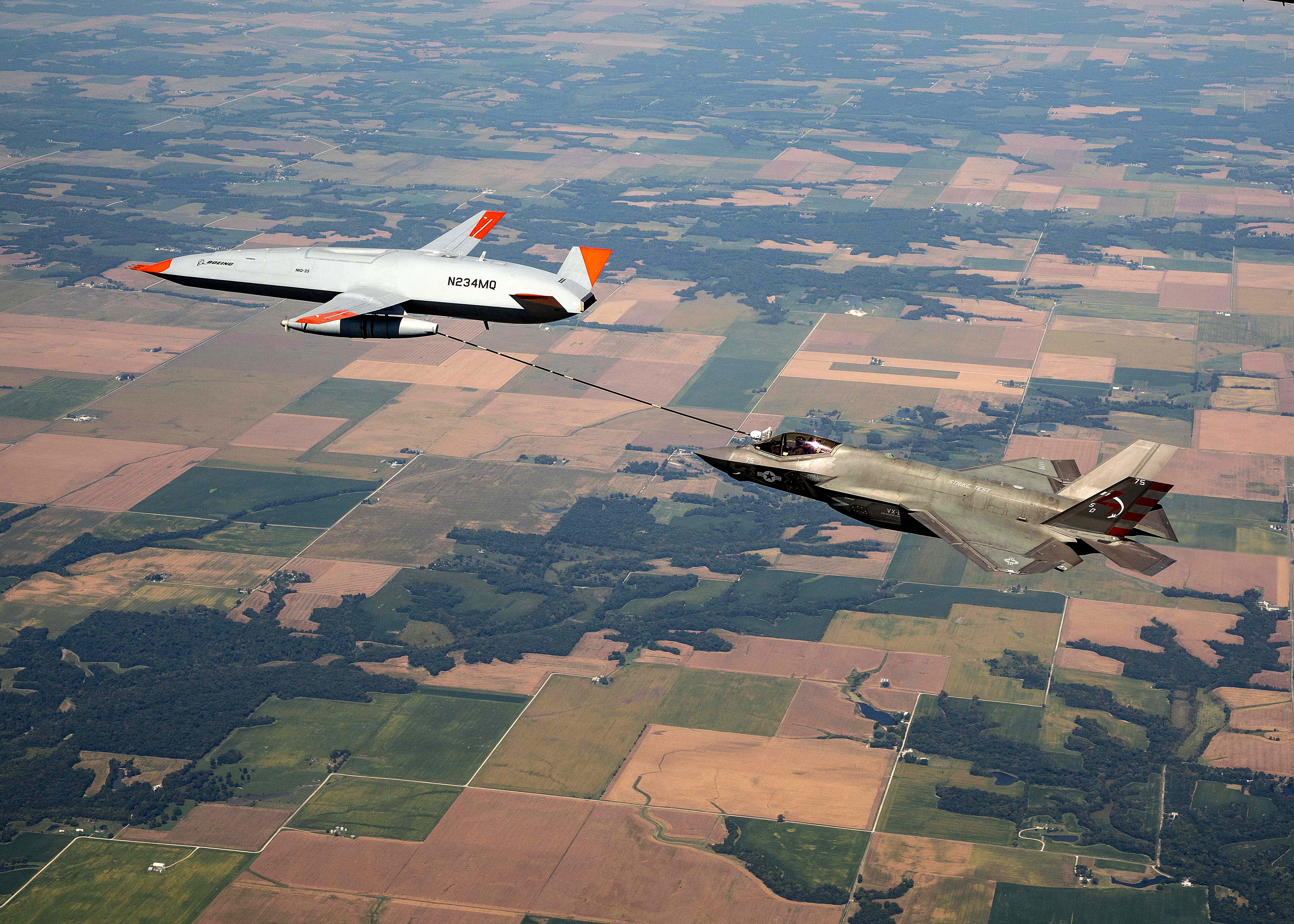
MQ-25 doplňuje palivo stíhačce F-35C Lightning II.

První prototyp byl novinářům poprvé představen v březnu 2018. Dne 31. srpna 2018 Boeing získal počáteční kontrakt na dokončení vývoje a výrobu čtyř kusů MQ-25 (roku 2020 navýšený na sedm kusů). Námořnictvo zvažuje zakoupení až 72 bezpilotních tankerů. První let prototypu byl plánován na rok 2018, přičemž první předsériový letoun měl vzlétnout roku 2021. Dosažení počátečních operačních schopností (IOC) bylo plánováno na rok 2024.
První let prvního prototypu MQ-25 T1 proběhl 19. září 2019 v St. Louis. Dne 4. června 2021 prototyp MQ-25 T1 jako první dron v historii za letu doplnil palivu jinému letounu, konkrétně typu Boeing F/A-18E/F Super Hornet testovací jednotky VX-23 „Salty Dogs“. Předtím prototyp absolvoval 25 zkušebních letů. Dne 18. srpna 2021 týž stroj poprvé doplnil palivo také stroji typu Northrop Grumman E-2D. Zkoušky pokračovaly i s dalšími typy letadel ve výzbroji US Navy.
Vývoj MQ-25 provázejí průtahy. Kvůli problémm s výrobou bylo dosažení počátečních operačních schopností (IOC) posunuto na rok 2026.

## Konstrukce
Stingray je opatřen přímým křídlem se sklápěcími konci a dvěma svislými ocasními plochami tvarovanými do širokého V. Disponuje objemným nákladovým prostorem. Pod křídly mají být zavěšeny dvě tankovací jednotky Cobham. Pohánět jej bude proudový motor Rolls-Royce AE 3007N. Vstup vzduchu do motoru je umístěn na hřbetě trupu.